# Après le bal
Après le bal (Dopo il ballo) è un cortometraggio diretto da Georges Méliès (Star Film 128) della durata di circa 1 minuto in bianco e nero.
Il film presenta qualche trucco teatrale (sabbia versata per dare l'idea dell'acqua) e si vede un primo esempio di nudo in un film (si vede il fondoschiena di una donna che fa il bagno).

## Trama
Una donna, aiutata dalla cameriera, si spoglia per fare un bagno, poi si asciuga ed esce dalla scena.